# Alberto Savinio
Alberto Savinio, pseudònim d'en Andrea de Chirico, (Atenes, 25 d'agost de 1891 - Florència, 5 de maig de 1952) va ser un destacat escriptor, pintor i compositor italià, germà del Giorgio de Chirico. També va formar part del moviment artístic de pintura metafísica. i la tercera generació de la Línia llombarda.
Entre les diverses arts cultivades, la música és un terreny en el que destacà sofrint la influència dels moviments d'avantguarda de l'època, especialment els parisencs. Estudià piano i composició a Atenes i el 1906 a Múnic amb Max Reger. El 1904 va escriure una Missa de rèquiem a la mort del seu pare. Destacà en el Conservatori de Milà el 1908 amb la seva òpera Carmela, molt alabada per Tito Ricordi. També fou un apreciat dramaturg i va secriure els llibrets de les seves pròpies òperes; entre elles la inacabada Il tesoro del Rampsenita sobre el llibret de M-D. Calvocoressi. Esporàdicament retornà a la música: els ballets Perseo (Nova York, 1924); Due amori nella notte (Roma, 1925); La morte di Niobe (Roma, 1925); Batalla delle stagioni (Venècia, 1925).
Començà a pintar a París el 1927 i tronà al teatre el 1947 amb el ballet Vita dell'uomo (només música, Roma, versió escènica a Milà, La Scala, 1951), inspirat en la idea del seu famós quadre dels Genitori. El 1950 creà Orfeo vedovo, d'un sol acte, amb música, text, escenografia i vestuari, espectacle <<'complet>> del seu temps, situat entre la mort del melodrama i el naixement d'un succedani.
També va compondre les obres radiofòniques Agenzia Fix (1950) i Cristoforo Colombo (1952), plenes de les seves originals i dees i ideologia. Escriptor preocupat pels problemes musicals del seu temps, deixà assajos crítics (Narrate uomini la vostra storia, 1942; Scatola sonora, 1955, pòstuma; A. Casella, 1957, idem. amb B. Barilli. S'encarregà de l'escena i el vestuari d'importants espectacles: Oedipus rex (1948), L'ocell de foc (1949) d'Ígor Stravinski; Les Contes d'Hoffmann de Jacques Offenbach (idem.) i Armida de Rossini (Florència, 1952); també en la direcció d'aquestes mateixes obres.